# Buurt

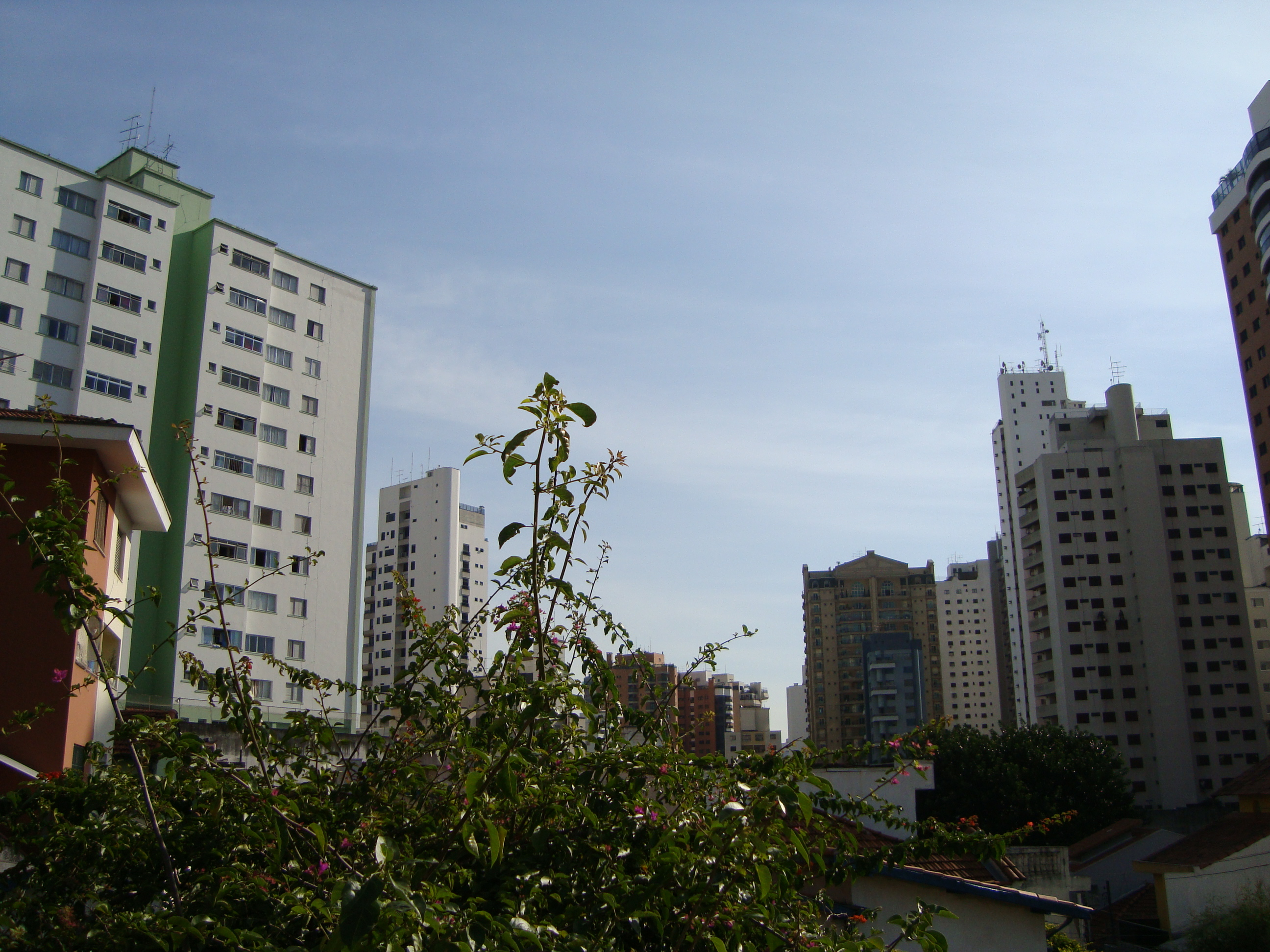
Buurt in São Paulo, Brazilië.

Een buurt is een gebied binnen een stad, dorp of wijk dat door bewoners als een bij elkaar horend geheel wordt ervaren.

## Kenmerken
Er kunnen verschillende redenen zijn dat een gedeelte van een stad, dorp of wijk als aparte buurt wordt ervaren:
- Functionele kenmerken: als in een deel van de stad behalve woningen ook andere functies aanwezig zijn (zoals winkels, scholen, speelplaatsen, parken), ervaren de bewoners dat deze functies bij hun buurt horen als zij op maximaal vijf minuten lopen bereikbaar zijn.
- Stedenbouwkundige en architecturale kenmerken: bijvoorbeeld een samenhangend stratenplan, architecturale stijleenheid.
- Straatnamen die geïnspireerd zijn door eenzelfde thema (Vogelbuurt, Componistenbuurt, etc.).
- Geografische kenmerken: een stratencluster dat ingeklemd ligt tussen geografische barrières zoals drukke doorgaande wegen wordt vaak aangeduid als een "buurt".
- Sociale kenmerken: Wanneer bewoners van een bepaald stratencluster zich sterk identificeren met hun woonomgeving of wanneer er tussen bewoners van een stratencluster bepaalde ongeschreven sociale regels gelden wordt zo'n cluster vaak aangeduid als een "buurt". Voorbeelden zijn Chinatown en homobuurt.
- Politieke kenmerken: Als bewoners met hun buren opkomen voor het belang van hun straten, hebben zij meer invloed als dat gebeurt onder een gezamenlijke noemer. Aangezien de belangen verder uiteenlopen naarmate meer straten in zo'n verband meedoen, wordt de grens van een buurt bepaald door de omvang van zo'n belangencoalitie. In sommige landen is de politieke vertegenwoordiging ook formeel via buurtgrenzen georganiseerd, zoals de kiesdistricten in de Verenigde Staten.

Net als een wijk heeft een "buurt" in Nederland een officiële status, die staat beschreven in een gemeentelijke verordening. Een buurt is daarbij het laagste regionale niveau en deel van een wijk. Die verordeningen worden bepaald door gemeenten alhoewel landelijk gecoördineerd door het Centraal Bureau voor de Statistiek.
Soms komt een buurt overeen met een wijk, maar het kan voorkomen dat er in één wijk meerdere buurten zijn. In sommige gevallen komt het voor dat een buurt (gedeelten van) meerdere wijken omvat, zoals het geval is bij de Nijmeegse buurt Waterkwartier. Die buurt ligt gedeeltelijk in de wijk Hees en gedeeltelijk in de wijk Biezen.